# Cerro Michincha
Cerro Michincha är ett berg i Bolivia, på gränsen till Chile. Det ligger i den sydvästra delen av landet, 400 km sydväst om huvudstaden Sucre. Toppen på Cerro Michincha är 5 305 meter över havet.
Terrängen runt Cerro Michincha är varierad. Trakten runt Cerro Michincha är nära nog obefolkad, med mindre än två invånare per kvadratkilometer..
Trakten runt Cerro Michincha är ofruktbar med lite eller ingen växtlighet.